# Scopocira panamena
Scopocira panamena är en spindelart som beskrevs av Chamberlin, Ivie 1936. Scopocira panamena ingår i släktet Scopocira och familjen hoppspindlar. Inga underarter finns listade i Catalogue of Life.